# David E. Scherman
David E. Scherman (1916 New York – 5. května 1997 Stony Point, New York) byl americký fotograf.

## Život a dílo
Narodil se na Manhattanu v židovské rodině. Vyrost v New Rochelle ve státě New York a navštěvoval univerzitu Dartmouth College. Promoval v roce 1936 a stal se fotografem pro časopis Life. Během druhé světové války působil pro tento magazín jako válečný dopisovatel. Pracoval po boku Lee Millerové, která působila v časopisu British Vogue. Jedna z jeho fotografií zobrazuje Lee Millerovou ve vaně Adolfa Hitlera v jeho bytě v Mnichově na jaře 1945. Jedná se o ikonickou a nejznámější fotografii z partnerství Miller–Scherman.
Scherman se z fotografa stal redaktorem a v roce 1972, kdy časopis Life přestal vycházet jako týdeník, byl zaměstnán jako vedoucí redaktor. Zemřel na rakovinu ve věku 81 let.
V roce 2023 ho zpodobnil herec Andy Samberg ve filmu Lee: Fotografka v první linii.

## Publikace
Scherman se jako editor nebo autor podílel na několika publikacích:
- The Best of Life, 1973, ISBN 978-0-380-00187-3
- S Johnem R. McCrary – First of the Many, 1981 ISBN 978-0-86051-129-8
- S Rosemarie Redlich – Literary America: A Chronicle of American Writers from 1607–1952, 1978 ISBN 978-0-8371-8017-5
- S Richardem Wilcoxem – Literary England: Photographs of Places Made Memorable in English Literature, 1944 ISBN 978-0-8495-4978-6
- S Anthonym Penrosem – Lee Miller's War: Photographer and Correspondent With the Allies in Europe 1944-45, 1992 ISBN 978-0-8212-1870-9